# Мертола
Ме́ртола (порт. Mértola; МФА: [ˈmɛɾ.tu.ɫɐ], Ме́ртула) — муніципалітет і містечко в Португалії, в окрузі Бежа. Розташований у південно-східній частині країни, на теренах історичної португальської провінції Алентежу. Належить до Безької діоцезії Католицької церкви в Португалії. Права міського самоврядування має з 1254 року. Поділяється на 7 парафій. За адміністративним поділом, чинним до 1976 року, був складовою провінції Нижнє Алентежу. Площа муніципалітету — 1292,87 км², населення муніципалітету — 7274 ос. (2011); густота населення — 5,63 осіб/км²
. Патрон — Діва Марія. Святковий день муніципалітету — 24 червня. Поштовий індекс — 7750.  Код місцевої адміністративної одиниці — 0209. Складова статистичного регіону Алентежу.

## Географія
Мертола розташована на півдні Португалії, на південному сході округу Бежа, на португальсько-іспанському кордоні.
Містечко розташоване на берегах річки Гвадіана, за 45 км на південь від міста Бежа.
Відстань до Лісабона — 176 км, до Бежі — 46 км.
Мертола межує на півночі з муніципалітетами Серпа та Бежа, на сході — з Іспанією, на півдні — з муніципалітетом Алкотін, на заході — з муніципалітетами Алмодовар і Каштру-Верде.

## Історія
1254 року португальський король Афонсу III надав Мертолі форал, яким визнав за поселенням статус містечка та муніципальні самоврядні права.

## Населення
| Кількість мешканців | Кількість мешканців | Кількість мешканців | Кількість мешканців | Кількість мешканців | Кількість мешканців | Кількість мешканців | Кількість мешканців | Кількість мешканців | Кількість мешканців | Кількість мешканців | Кількість мешканців | Кількість мешканців | Кількість мешканців | Кількість мешканців | Кількість мешканців |
| ------------------- | ------------------- | ------------------- | ------------------- | ------------------- | ------------------- | ------------------- | ------------------- | ------------------- | ------------------- | ------------------- | ------------------- | ------------------- | ------------------- | ------------------- | ------------------- |
| 1864                | 1878                | 1890                | 1900                | 1911                | 1920                | 1930                | 1940                | 1950                | 1960                | 1970                | 1981                | 1991                | 2001                | 2011                |                     |
| 16 004              | 17 152              | 19 674              | 18 910              | 22 997              | 21 185              | 26 310              | 29 218              | 29 353              | 26 026              | 14 310              | 11 693              | 9 805               | 8 712               | 7 274               |                     |

## Парафії
- Алкарія-Руйва
- Корте-ду-Пінту
- Ешпіріту-Санту
- Мертола
- Сантана-де-Камбаш
- Сан-Жуан-душ-Калдейрейруш
- Сан-Мігел-ду-Піньєйру
- Сан-Педру-де-Соліш
- Сан-Себаштіан-душ-Карруш